# Abril Radiodifusão
Abril Radiodifusão foi uma empresa do Grupo Abril, com sede na cidade de São Paulo. A empresa foi vendida para a Spring e também tendo vendido sua concessão de rede de TV aberta e estrutura física para a Spring e para a Kalunga em 2013 e a transferido em 2015. Os canais de TV que a empresa tinha foram vendidos para o Grupo Spring. Em 1° de fevereiro de 2014, a empresa brasileira de Radiodifusão foi extinta, justamente como o canal BRZ, e no mesmo dia foi substituída pelo Spring Comunicação.
Antigamente, a empresa comandava o segmento de televisão do grupo, sendo que no seu auge, em 2007, controlava 3 emissoras de televisão, sendo uma no sinal aberto (MTV Brasil) e duas na TV paga (Ideal TV e FizTV), além da operadora Televisão Abril (TVA) e do provedor de internet Ajato, ambas da Telefônica. Também chegou a controlar uma emissora no sinal via satélite (BRZ) e uma Rádio (MTVr).

## História

### Incorporação da MTV Brasil
A MTV Brasil, como empresa, foi fundada em 1989 com o nome de TV Abril, divisão da Editora Abril S.A. cuja razão social era Televisão Abril LTDA.
Em 1990, nos anúncios de estreia da MTV Brasil, a TV Abril passou a se chamar Rede de Televisão Abril. Mais tarde, as marcas da Abril foram completamente extintas em favor da marca MTV.
Em agosto de 1996, a empresa deixa de ser associada diretamente à Editora Abril e muda seu nome para MTV Brasil Ltda., em joint-venture com a Viacom, que detinha 50% de participação na empresa desde a sua criação.
No dia 31 de dezembro de 2004, a empresa MTV Brasil Ltda. é incorporada pela Abril Radiodifusão S.A., criada em novembro de 1999 pelo Grupo Abril para cuidar de empresas relacionados à radiodifusão, como  a empresa da TV por assinatura TVA, hoje controlada pela Vivo TV.

### Compra da participação da Viacom na MTV
Em junho de 2005, o Grupo Abril compra 20% de participação pertencentes à Viacom na MTV Brasil. A empresa acaba comprando os 30% restantes em dezembro de 2009, fazendo com que a Viacom não tenha mais participação na emissora. A marca MTV passou a ser um sub-licenciamento entre o Grupo Abril e a Viacom. O vínculo mantinha a permissão de uso da marca MTV pela Abril até 2018.

## Fim da MTV Brasil e venda do canal
Em junho de 2013, o Grupo Abril decidiu encerrar as atividades da MTV Brasil, após uma grave crise financeira conjunta entre grupo e emissora, e devolver a marca MTV para a Viacom, sua detentora mundial, que por sua vez, relançou-a na TV paga. A emissora encerrou suas transmissões no dia 30 de setembro de 2013. A Viacom, relançou a nova MTV apenas da TV por assinatura. A rede que transmitia a programação da emissora passou a exibir reprises de programas da Ideal TV, antigo canal de negócios operado pela Abril Radiodifusão entre 2007 e 2009 na TV por assinatura, além de preencher seus intervalos com conteúdo vindo da Rede Elemídia.
Em 18 de dezembro de 2013, via comunicado, o Grupo Abril anunciou a venda das concessões da Abril Radiodifusão (sua rede de TV aberta e estrutura física, como o Edifício Victor Civita e sua torre de TV) para a Spring Comunicação, que na época editava a edição brasileira da revista Rolling Stone. O valor da venda não foi divulgado. A venda foi aprovada pelo CADE em janeiro de 2014, e pelo Ministério das Comunicações em outubro de 2015.
Em 2015, o Ministério Público Federal (MPF) chegou acordo contra a venda da TV e fez a trancarão envolvida entre o Grupo Abril e a Spring Comunicação, acusando as duas empresas de efetuarem o negócio da venda das concessões diz que a MTV Brasil é a mesma diferença como a TV Ideal. Em outubro de 2016, a venda da concessão do Spring Comunicação foi autorizada parte da Comissão de Ciência, Tecnologia, Inovação, Comunicação e Informática do Senado Federal do Brasil.  No ano de 2017, a Kalunga passou a fazer parte do negócio.
Em 7 de dezembro de 2020, quase sete anos após a venda da Ideal, e mais de cinco após as transferências, a frequência da emissora, que durante o período começou a alugar grande parte de sua programação para igrejas, é oficialmente substituída pela Loading, canal voltado ao público jovem, anunciado em outubro do mesmo ano. O sinal da Ideal é interrompido nos sinais de TV aberta e fechada por volta das 19h59min do dia 3 para transmissão de pilotos do novo canal em caráter experimental. A Ideal TV manteve as suas transmissões por meio das parabólicas analógicas, através do satélite Star One C2. Em 27 de maio de 2021, a Loading encerrou a sua programação inédita devido ao desinteresse da Kalunga ser acionista do canal e que a empresa está em crise, a Loading passou a ter na sua programação somente reprises e a emissora também demitiu seus funcionários. Em 19 de agosto de 2021, o Tribunal Regional Federal da 3ª Região cassou a concessão da emissora devido a venda ilegal do canal da antiga MTV feita pela Abril para Spring que foi processado pelo Ministério Público Federal em 2015. E em 27 de novembro de 2021, o canal encerrou suas transmissões na madrugada para o dia 28 e a Ideal TV volta suas transmissões no sinal terrestre e por assinatura.
Em 6 de agosto de 2025, mais uma vez a Ideal TV é substituída, agora pela X-Sports e sem impedimentos jurídicos, uma vez que a cassação das concessões da emissora foi revogada em outubro de 2024. O início definitivo das transmissões foi marcado para o dia 16 do mesmo mês.

## Edifício Victor Civita
O Edifício Victor Civita é um prédio localizado na Avenida Professor Alfonso Bovero, 52, no bairro de Sumaré, na cidade de São Paulo.
Foi a sede da TV Tupi entre 1960, ano da conclusão de sua construção pelos Diários Associados, e 1980, ano em que a emissora foi extinta. Em 1989, após anos de abandono, o prédio, junto com "equipamentos e outro canal não utilizado (o canal 32 UHF)" da massa falida da TV Tupi, foi vendido em um leilão ao Grupo Abril.
No fim de 1990, após uma extensa reforma, o prédio passou a abrigar a então recém-inaugurada MTV Brasil, sendo sua sede até o fim da emissora, em setembro de 2013. Neste período, o prédio também abrigou as centrais técnicas da TVA e da Ajato, pertencentes à Abril.
Em dezembro de 2013, o prédio, junto com sua concessão de rede de TV aberta (que na época retransmitia os programas produzidos pela Ideal TV), foi vendido para a Spring Comunicação e para a Kalunga, sendo transferidas em outubro de 2015, após a aprovação da venda pelo Ministério das Comunicações. O prédio já servia como a sede da Loading, canal controlado pelas duas empresas, atualmente, o prédio serve como a sede da Ideal TV. Atual é propriedade do Grupo Kalunga. 

## Uso dos canais
Até 2014 como sede e 2016 como UHF, apenas algumas praças estava operando com as licenças da Abril Radiodifusão, em outras localidades seus canais estava fora do ar ou estava arrendados para outras emissoras de televisão. Em Salvador possuía 2 canais: o 13 no qual está sendo utilizado; e o 57, arrendado a Rede Família.
- Aracaju/SE - Canal 23 UHF (analógico) e Canal 24 UHF (digital).[27]
- Blumenau/SC - Canal 40 UHF (analógico) e Canal 41 UHF (digital).[27]
- Fortaleza/CE - Canal 17 UHF (analógico) e Canal 18 UHF (digital).[28]
- Florianópolis/SC - Canal 41 UHF (analógico) e Canal 40 UHF (digital).[27]
- Governador Valadares/MG - Canal 28 UHF (analógico) e Canal 29 UHF (digital).[27]
- Ilha Solteira/SP - Canal 53 UHF (atualmente fora do ar).
- Joinville/SC - Canal 41 UHF (analógico) e Canal 40 UHF (digital).[27]
- Lages/SC - Canal 41 UHF (analógico) e Canal 40 UHF (digital).[27]
- Mateus Leme/MG - Canal 23 UHF (analógico) e Canal 43 UHF (digital).[29]
- Salvador/BA - Canal 57 UHF (analógico) e Canal 31 UHF (digital).[27]
- Teresina/PI - Canal 32 UHF (analógico) e Canal 31 UHF (digital).[27]
- Uberaba/MG - Canal 54 UHF (analógico) e Canal 51 UHF (digital).[27]